# 卡拉西桑贾克
卡拉西桑贾克（土耳其語：Karesi Sancağı，c. 1341 - 1922），奥斯曼帝国最初的桑贾克之一，大约建立于1341年，建立之初隶属于安纳托利亚省。在1923年签署《洛桑条约》后撤销。